# Трашлиева, Юлия
Юлия Илиева Трашлиева (Дюлгерова-Трашлиева; 3 февраля 1936, Русе — 8 мая 2024) — болгарская спортсменка и тренер, обладательница мировых и национальных достижений в художественной и спортивной гимнастике. Заслуженный мастер спорта в двух видах спорта. Первая болгарская мировая медалистка по художественной гимнастике.

## Биография
Юлия Дюлгерова (по мужу — Трашлиева) родилась в 1936 году в Русе.

### Спортивная карьера
Занималась спортивной гимнастикой с 1950 года. 5-кратная чемпионка Болгарии по спортивной гимнастике, член национальной сборной. Ушла из спортивной гимнастики в 1964 году, после тяжёлой травмы.
Параллельно занималась художественной гимнастикой с 1952 года. Достигла наивысших результатов на национальных первенствах: бронза в 1953 году, серебро в 1955 году, золото в 1956 (на весеннем и осеннем первенствах), 1957, 1958, 1959, 1960, 1961, 1962, 1963; 8-кратная чемпионка Болгарии по художественной гимнастике. Член национальной сборной. На официальной международной встрече Болгарии — СССР — Чехословакии в 1962 году в Праге разделила 1 место с Лилией Назмудиновой. На международной встрече Болгарии — ГДР в 1963 году заняла 3 место. Принесла Болгарии первые медали мирового первенства по художественной гимнастике, выиграв бронзу на I Чемпионате мира в 1963 году в Будапеште: получила бронзовую медаль за упражнение с предметом — обручем (результат 9.533), стала четвёртой в упражнении без предмета (результат 9.400) и в многоборье по сумме баллов (18.933) заняла 3 ступеньку пьедестала
Трашлиева отличалась грациозностью и изяществом. Славилась уникальными прыжками, обладала способностью надолго задерживаться в воздухе.
Юлия Трашлиева — единственная спортсменка, получившая звания заслуженного мастера спорта как в спортивной, так и в художественной гимнастике.

### Тренерская работа
Оказала большое влияние на развитие болгарской художественной гимнастики в качестве тренера. Окончила тренерскую школу Высшего института физического воспитания и спорта в Софии.
С 1957 по 1978 годы была старшим тренером столичного клуба «Спартак», а после объединения клубов — «Левски — Спартак».
В 1967—1973 годах — тренер национальной сборной по групповым упражнениям. Групповые упражнения впервые были представлены на Чемпионате мира 1967 года в Копенгагене. Болгарский ансамбль выступил с наилучшим результатом 18.700, но по результатам контроля предметов оценка была снижена на 0.5 балла: диаметр пластмассовых обручей, с которыми выступали девушки, оказался больше предусмотренного правилами: считалось, что причиной увеличения диаметра не более, чем на 1 см, стало тепловое расширение. Эта история известна как «Скандал в КБ Халлен». С итоговой оценкой 18.200 Болгария заняла в групповых упражнениях 3 место, вслед за СССР и Чехословакией.
На Чемпионате мира 1969 года в Варне, ставшем триумфом для болгарской сборной, болгарский ансамбль под руководством Трашлиевой занял первое место в групповых упражнениях с шестью мячами с результатом 18.500, завоевав золото и чемпионский титул. За победу команды в чемпионате тренеры Лиля Мирчева и Юлия Трашлиева были награждены орденами.
Ансамбль снова завоевал золото на Чемпионате мира 1971 года в Гаване с результатом 18.675, а в 1973 году в Роттердаме ансамбль стал пятым.
В 1981—1985 годах Трашлиева тренировала национальную сборную Голландии.
Отмечена почетными званиями заслуженный тренер и заслуженный деятель физической культуры.

### Личная жизнь
Супруг Цанко Трашлиев — гимнаст. Дочь Милена.
Умерла 8 мая 2024 года в возрасте 88 лет.